# فيغا 1
فيغا 1 (بالإنجليزية: Vega 1)‏، هي مركبة فضائية سوفيتية تابعة لبرنامج فيغا الفضائي، بجانب مركبتها الشقيقة فيغا 2. كانت هذه المركبة تطويرًا للمركبة الأولى فينيرا. صُممت هذه المركبات بواسطة مركز باباكينا للفضاء، وشُيدت باسم (5VK) بواسطة شركة لافوشكينا للفضاء بمدينة خيمكي. سُميت هذه المركبة بالاسم «فيغا» نسبةً إلى أول حرفين من كلمة كوكب الزهرة باللغة الروسية «فينيرا»، وأول حرفين من كلمة مذنب هالي بالروسية «غاليا».
حصلت المركبة على طاقتها الكهربية باستخدام لوحتين شمسيتين ضخمتين وشملت الأجهزة الموجودة على متنها طبقًا هوائيًا، وآلات تصوير، ومطيافًا، ومسبارات للأشعة تحت الحمراء، وأجهزة لقياس المغناطيسية، ومسبارات للبلازما. أُطلقت هذه المركبة، التي بلغت كتلتها نحو 4920 كيلوغرامًا، على متن الصاروخ بروتون 8K82K من ميناء بايكنور الفضائي بمدينة تيوراتم في كازاخستان. كانت فيغا 1، بالإضافة إلى فيغا 2، من المركبات الفضائية الثابتة في المحاور الثلاث. زُودت المركبة بدرع ثنائي ممتص للصدمات لحمايتها من الغبار الناتج عن مذنب هالي.

## مهمة الزهرة
وصلت وحدة الهبوط على الزهرة إلى الكوكب يوم 11 يونيو عام 1985، بعد يومين من انفصالها عن مسبار التحليق بالقرب من الزهرة «فيغا 1». احتوت هذه الوحدة، التي كانت على شكل كرة بقطر 240 سنتيمترًا وبكتلة 1500 كيلوغرام، على مركبة هابطة على سطح الزهرة ومستشكف منطادي. نفّذ مسبار التحليق بالقرب من الزهرة مناورة المساعدة بالجاذبية، معتمدًا على جاذبية كوكب الزهرة، لتعديل مساره حتى يعترض مذنب هالي ويستمر في مهمته.

## مهمة هالي
استخدمت المركبة الأم «فيغا» جاذبية كوكب الزهرة بعد لقائها به، في مناورة تُعرف بمناورة المساعدة بالجاذبية، حتى تعترض المذنب هالي.
بدأت الصور في الوصول إلى كوكب الأرض يوم 4 مارس عام 1986، وساعدت هذه الصور في زيادة دقة عملية التحليق القريب لمركبة جيوتو الفضائية عند مذنب هالي. بينت الصور الأولى من فيغا منطقتين ساطعتين على المذنب، وفُسرت هاتان المنطقتان في البداية على أنهما نواة مزدوجة لهذا المذنب. تبين بعد ذلك أنهما مجرد تدفقات مُنبعثة من المذنب. بينت الصور أيضًا أن نواة المذنب مظلمة، وقيست درجة حرارة النواة بين 300 إلى 400 درجة كلفن باستخدام مطياف الأشعة تحت الحمراء، وتعتبر هذه الحرارة مرتفعة عما توقعه العلماء للجسم الثلجي لهذا المذنب. وتوصل العلماء في النهاية إلى وجود طبقة رفيعة على سطحه تغطي جسمه الثلجي.
اقتربت فيغا 1 من مذنب هالي عند أقرب نقطة، يوم 6 مارس في الساعة 07:20:06 حسب التوقيت العالمي الموحد، على مسافة 8889 كيلومترًا من نواة المذنب. التقطت المركبة أكثر من 500 صورة للمذنب من خلال مرشحات مختلفة للتصوير أثناء تحليقها داخل السحابة الغازية المنتشرة حول ذؤابة المذنب. وبالرغم من ارتطام الغبار بالمركبة، لم تتوقف أي من الأجهزة الموجودة على متنها عن العمل خلال مواجهتها مع المذنب.
استمر الفحص المُكثف للبيانات الخاصة بالمذنب لمدة ثلاث ساعات فقط خلال تحليق المركبة عند أقرب نقطة للمذنب. كان هذا الفحص بغرض قياس الخصائص الفيزيائية لنواة المذنب مثل الأبعاد، والشكل، وخصائص السطح، بالإضافة إلى دراسة بنية ودينامية الذؤابة، وتركيب الغازات بالقرب من النواة، وتركيب الحبيبات الغبارية وتوزيع الكتلة باعتبارها دوالًا للمسافة من النواة، والتفاعل بين الرياح الشمسية والمذنب.
بينت الصور الملتقطة بواسطة فيغا أن طول النواة يصل إلى 14 كيلومترًا تقريبًا مع فترة دوران تصل إلى 53 ساعةً. رصد مطياف كتلة الغبار مواد مشابهةً لتركيب النيازك الكوندريتية الكربونية، ورصد أيضًا ثلوجًا قفصية (كلاثراتية).
اتجهت المركبة فيغا 1 إلى الفضاء السحيق بعد قيامها بعدد من عمليات التصوير المتتابعة بين يومي 7 إلى 8 مارس عام 1986. بلغت إجمالي الصور المُرسلة بواسطة المركبتين فيغا 1 وفيغا 2 نحو 1500 صورة للمذنب هالي. نفدت المواد الدافعة الخاصة بالدوافع المتحكمة في وضعية المركبة فيغا 1 يوم 30 يناير عام 1987، واستمر الاتصال مع المركبة فيغا 2 حتى يوم 24 مارس عام 1987.
تستقر المركبة فيغا 1 الآن في مدار شمسي المركزي، بنقطة حضيض مداري على مسافة 0.70 وحدة فلكية من الشمس، ونقطة أوج مداري على مسافة 0.98 وحدة فلكية من الشمس، واختلاف مداري يصل إلى 0.17، وميل مداري 2.3 درجة، وفترة مدارية تصل إلى 281 يومًا.